# NFPA 704
| NFPA 704                                 |
| ---------------------------------------- |
| 1 2 W                                    |
| Diamant de foc per al Borohidrur de sodi |

La NFPA 704 és una norma mantinguda per l'Associació Nacional de Protecció contra el Foc, en anglès National Fire Protection Association, radicada en els EUA. Defineix el conegut col·loquialment com el "diamant de foc" utilitzat pel personal d'emergència per a poder identificar, de pressa i fàcilment, els riscs posats per la presència propera de materials perillosos. Això és necessari per a ajudar a determinar si s'han d'emprar equips especials i quins, els procediments a seguir, o les precaucions a prendre durant els primers moments en una resposta d'emergència.

## Simbolisme

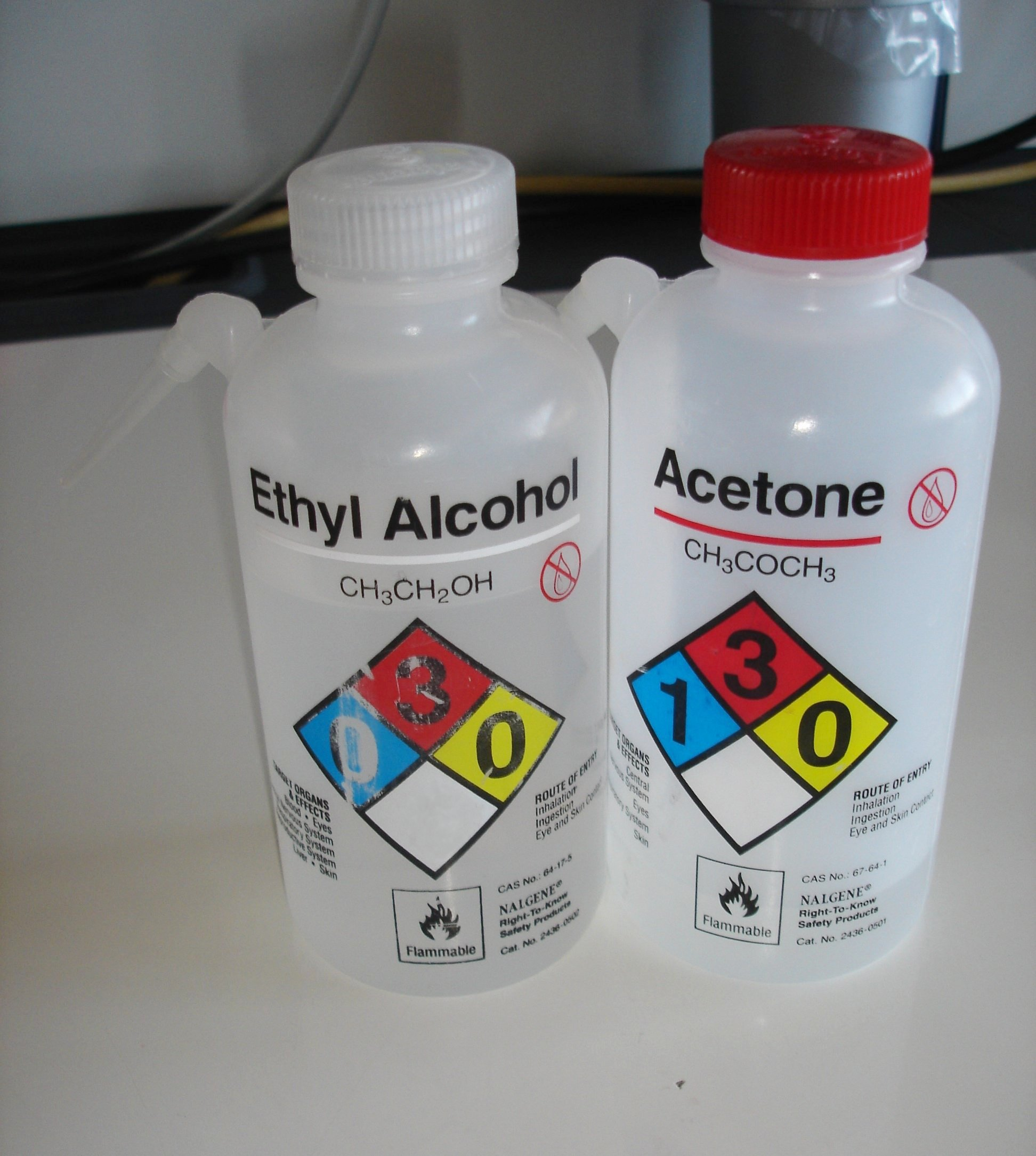
Dos flascons rentadors de plàstic que contenen el codi de color NFPA 704 per a la identificació de materials perillosos.

Les quatre divisions són codificades mitjançant colors, el blau indica el risc per a la salut, el vermell indica la inflamabilitat, la reactivitat química en groc, i el blanc per a perills únics que s'assenyalen mitjançant codis especials. Els riscs de salut, inflamabilitat i reactivitat es valoren en una escala que va des del 0 (cap perill; substància normal) a 4 (risc sever).

### Blau - salut
- 4. L'exposició molt curta podria provocar mort o lesions greus permanents, (p. ex., cianur d'hidrogen).
- 3. L'exposició curta podria provocar lesió provisional seriosa i lesions moderades permanents (p. ex., gas de clor).
- 2. L'exposició intensa o continuada però no crònica podria provocar incapacitat provisional o possibles seqüeles (p. ex. cloroform).
- 1. L'exposició provocaria irritació amb seqüeles lleus (p. ex., aiguarràs)
- 0. No suposa cap perill de salut, no és necessària cap precaució. (p. ex., lanolina).

### Vermell - inflamabilitat
- 4. Es vaporitza ràpidament o completament a pressió atmosfèrica i temperatura ambient, o es dispersa i crema fàcilment en l'aire (p. ex., propà). Punt d'inflamabilitat per sota 23 °C (73°F).
- 3. Líquids que es poden encendre sota gairebé totes les condicions de temperatura ambientals (p. ex., gasolina). Punt d'inflamabilitat per sota de 38 °C (100°F) però per damunt de 23 °C (73°F).
- 2. Ha ser moderadament escalfat o ser exposat a temperatures entre 38 °C (100°F) i 93 °C (200°F) (p. ex., gasoil).
- 1. Ha de ser preescalfat abans que la ignició pugui ocórrer (p. ex. oli de colza). Punt d'inflamabilitat per sobre 93 °C (200°F).
- 0. No es pot encendre (p. ex., argó).

### Groc - inestabilitat/reactivitat
- 4. Fàcilment capaç de detonar o de patir una descomposició explosiva a temperatures i pressions normals (p. ex., nitroglicerina, RDX).
- 3. Capaç de detonar o de descompondre's explosivament però exigeix una font d'iniciació forta, ha de ser escalfat sota confinament abans d'iniciació, reacciona de forma explosiva amb l'aigua, o detonarà si rep cops severs (p. ex., fluor).
- 2. Sofreix canvi químic violent a temperatures i pressions elevades, reacciona violentament amb l'aigua, o pot formar mescles explosives amb l'aigua (p. ex., fòsfor, potassi, sodi).
- 1. Normalment estable, però es pot tornar inestable a temperatures i pressions elevades (p. ex., acetilè (etí)).
- 0. Normalment estable, fins i tot sota exposició al foc, i no és reactiu amb l'aigua (p. ex., heli).

### Blanc - especial
L'àrea de "banda" blanca pot contenir uns quants símbols:
- W - reacciona amb l'aigua d'una manera inusual o perillosa (p. ex., cesi, sodi)
- OX o OXY - oxidant (p. ex., perclorat de potassi, nitrat d'amoni)
- COR - corrosiu; àcid o base forta (p. ex., àcid sulfúric, hidròxid de potassi)
  - ÀCID per als àcids i ALK per a les bases si es vol ser més específic.
- BIO - Perill biològic (p. ex., el virus de la verola)
- POI - verinós (p. ex., estricnina)
- El símbol radioactiu () - si el material és radioactiu (p. ex., plutoni, urani)
- CRY o CRYO - criogènic

NotaNomés W i OX/OXY formen part oficialment de la norma NFPA 704, però uns altres símbols auto-explicatius s'utilitzen ocasionalment de manera no oficial. L'ús de símbols no estàndards o text es pot permetre, exigir-se o ser rebutjada per part de l'autoritat que té jurisdicció (p. ex. un departament de bombers).